# Adam Goluchowski
 Adam comte Gołuchowski (né le 1855 à Lemberg, Galicie, Autriche-Hongrie, et mort le 1914 au même lieu) est un homme d'État polonais qui a hérité d'une grande partie de la richesse de son père. 

## Biographie
Issu d'une vieille famille de noblesse polonaise, il est le fils du comte Agenor Gołuchowski, gouverneur de la Galicie et de Maria, comtesse von Baworow-Baworowska, dame de Lubaczow. 

### Politique
Membre de la membre de la diète de Galicie et Lodomérie, membre de la chambre des seigneurs d'Autriche, membre de la Chambre des députés de 1885 à 1912, membre de la chambre des seigneurs d'Autriche.